# イン・ノミネ・サタニス/マグナ・ヴェリタス
イン・ノミネ・サタニス/マグナ・ヴェリタス (In Nomine Satanis/Magna Veritas) はフランス製のテーブルトークロールプレイングゲーム。略称はINS/MV。デザイナーはCroc、1989年に初版がSiroz社（のちAsmodée Éditions）から発売された。プレイヤーは人間に姿をかえている天使または悪魔を演じる。それぞれの天使は大天使の軍勢に、悪魔は悪魔大公の軍勢に所属しているとされ、上長のもつ能力や特性に従う利点を持つ。システム名はラテン語で「悪魔の名のもとに」/「大いなる真理」の意。
シナリオは、多くの場合、それぞれのプレイヤーの上長の命令を果たすという構成を持つ。ほとんどのシナリオが現代を舞台とする。やや暴力的な設定に特徴がある。両陣営の大半はそれぞれの勢力拡張に関心があり、人間の幸福というようなことはほとんど問題とはされない。
システムは6面ダイス3つを用いるいわゆる3D6で、2D6の結果と1D6の結果を判定表と照らして行為判定を行う。
のちに90年代後半に、米国で「イン・ノミネ」(In Nomine)のタイトルにより、基本となる舞台設定を米国テキサス州サン・アントニオにするなどの変更を加えた版がスティーブ・ジャクソン・ゲームズから発売された。